# Le Trône de la Sagesse

Le Trône de la Sagesse est un essai de Louis Bouyer paru en 1957, réédité en 1961 et 1987, réimprimé en 2012 aux éditions du Cerf.
Le sous-titre de l'ouvrage Essai sur la signification du culte marial ne rend pas totalement compte de l'ampleur du propos. L'ouvrage se présente en effet avant tout comme un essai d’anthropologie surnaturelle à partir de Marie et constitue le porche d'entrée de la double trilogie, économique et théologique, de Louis Bouyer.